# Подводная драма
«Подводная драма» (фр. Un drame au fond de la mer) — немой короткометражный фильм Фернана Зекки. Дата премьеры неизвестна.

## Сюжет
Декорация изображает морское дно. Лежит мёртвая женщина. На дно спускается водолаз, замечает сундучок с жемчугом, собирается его взять. Спускается другой водолаз, бьёт первого топором по голове и забирает сундчок.

## Художественные особенности
- Длина плёнки = 20 метров
- Формат = 35 мм